# Діяконюк Іван Васильович
Іва́н Васи́льович Діяконю́к (9 липня 1973 — 13 липня 2014) — сержант 80-ї окремої десантно-штурмової бригади Збройних сил України, учасник російсько-української війни на Сході України.

## Життєпис
Народився і проживав в селі Банилів Вижницького району. 1990-го вступив до Чернівецького училища культури. Протягом 1992—1993 років проходив строкову службу в армії. 1995 року закінчив повний курс училища культури. 1996-го призначений на роботу у Вашківецьку дитячу музичну школу викладачем духових інструментів, працював у філії школи села Банилів. З 2000 року працював у Банилівській ЗОШ учителем музики. 2010-го закінчив Чернівецький національний університет ім. Юрія Федьковича — отримав освіту за спеціальністю «музична педагогіка, виховання». У вересні 2013 року призначений на посаду педагога-організатора Банилівської ЗОШ І-ІІІ ст.
В часі війни мобілізований 8 квітня 2014 року — військовий 1-го батальйону 80-ї бригади, гавбична батарея. 13 липня від нього був дзвінок додому — приблизно в районі бази Орєхово біля Луганська, повідомив, що вирушив із загоном на завдання, ще один дзвінок увечері того ж дня, повідомив, що по них стріляють з «градів» і живими вони напевно не повернуться. Є певні дані, що автомобіль з військовими горів, але був час урятуватися. Вважався зниклим безвісти.
За іншою інформацією: загинув 13 липня 2014 р. в районі с. Розкішне, Лутугинський район, Луганська область у бою під час операції з розблокування оточеного терористами міжнародного аеропорту Луганська. Колона військової техніки потрапила у засідку диверсійної групи на повороті з Лутугине на луганський аеропорт та була обстріляна з протитанкової зброї. Разом з Іваном загинули старший сержант О. Колотило, солдат П. Коноплев та старший сержант А. Альошин.
Сімейний стан: Залишилася Наталія, доньки Ольга і Тетяна.
Рідні розшукували його, потім чекали на результати ДНК-експертизи. 26 червня 2015 року похований в селі Банилів, Вижницький район, Чернівецька область.

## Нагороди
- Указом Президента України № 708/2014 від 8 вересня 2014 року, «за особисту мужність і героїзм, виявлені у захисті державного суверенітету та територіальної цілісності України», нагороджений орденом «За мужність» III ступеня (посмертно)[1].
- Нагороджений нагрудним знаком «За оборону Луганського аеропорту» (посмертно).
- Нагороджений відзнакою Президента України «За участь в антитерористичній операції» (посмертно).
- Нагороджений почесною відзнакою «Командира 80 ОДШБр» (посмертно).

## Вшанування пам'яті
Рішенням Вижницької районної ради від 21 квітня 2016 року Банилівській ЗОШ І-ІІІ ступенів присвоєно ім'я Івана Діяконюка.